# Прыжки в воду на чемпионате мира по водным видам спорта 2017
Соревнования по прыжкам в воду на чемпионате мира 2017 года в Будапеште проходили с 14 по 22 июля. На соревнованиях было разыграно 13 комплектов наград, включая 3 комплекта наград в смешанных соревнованиях.
Соревнования проходили на построенном к чемпионату мира стадионе — Dagály Swimming Complex.

## Расписание
Дано центральноевропейское время (UTC+2).
| Дата         | Время | Соревнование                                                    |
| ------------ | ----- | --------------------------------------------------------------- |
| 14 июля 2017 | 11:00 | Трамплин 1 м, мужчины: предварительный раунд                    |
| 14 июля 2017 | 16:00 | Трамплин 1 м, женщины: предварительный раунд                    |
| 15 июля 2017 | 10:00 | Трамплин 3 м, синхронные прыжки, мужчины: предварительный раунд |
| 15 июля 2017 | 13:00 | Вышка 10 м, микст: финал                                        |
| 15 июля 2017 | 16:00 | Трамплин 1 м, женщины: финал                                    |
| 15 июля 2017 | 18:30 | Трамплин 3 м, синхронные прыжки, мужчины: финал                 |
| 16 июля 2017 | 10:00 | Вышка 10 м, синхронные прыжки, женщины: предварительный раунд   |
| 16 июля 2017 | 15:30 | Трамплин 1 м, мужчины: финал                                    |
| 16 июля 2017 | 18:30 | Вышка 10 м, синхронные прыжки, женщины: финал                   |
| 17 июля 2017 | 10:00 | Трамплин 3 м, синхронные прыжки, женщины: предварительный раунд |
| 17 июля 2017 | 13:00 | Вышка 10 м, синхронные прыжки, мужчины: предварительный раунд   |
| 17 июля 2017 | 16:00 | Трамплин 3 м, синхронные прыжки, женщины: финал                 |
| 17 июля 2017 | 18:30 | Вышка 10 м, синхронные прыжки, мужчины: финал                   |
| 18 июля 2017 | 10:00 | Вышка 10 м, женщины: предварительный раунд                      |
| 18 июля 2017 | 15:30 | Вышка 10 м, женщины: полуфинал                                  |
| 18 июля 2017 | 18:30 | Командные соревнования: финал                                   |
| 19 июля 2017 | 10:00 | Трамплин 3 м, мужчины: предварительный раунд                    |
| 19 июля 2017 | 15:30 | Трамплин 3 м, мужчины: полуфинал                                |
| 19 июля 2017 | 18:30 | Вышка 10 м, женщины: финал                                      |
| 20 июля 2017 | 10:00 | Трамплин 3 м, женщины: предварительный раунд                    |
| 20 июля 2017 | 15:30 | Трамплин 3 м, женщины: полуфинал                                |
| 20 июля 2017 | 18:30 | Трамплин 3 м, мужчины: финал                                    |
| 21 июля 2017 | 10:00 | Вышка 10 м, мужчины: предварительный раунд                      |
| 21 июля 2017 | 15:30 | Вышка 10 м, мужчины: полуфинал                                  |
| 21 июля 2017 | 18:30 | Трамплин 3 м, женщины: финал                                    |
| 22 июля 2017 | 14:00 | Трамплин 3 м, микст: финал                                      |
| 22 июля 2017 | 17:00 | Вышка 10 м, мужчины: финал                                      |

## Правила соревнований
Индивидуальные соревнования (кроме состязаний на метровом трамплине) проводятся в 3 этапа: предварительный раунд, полуфинал и финал. В полуфинал проходят спортсмены, занявшие 1-18 места, а 12 лучших прыгунов в воду участвуют в финальном раунде. Во всех видах соревнований женщины совершают 5 прыжков, а мужчины — 6. Победитель определяется по наибольшей сумме баллов, набранных за прыжки.
Соревнования в синхронных прыжках прыжках проходят в 2 этапа: предварительный раунд и финал. В финал проходят 12 лучших команд. Соревнования состоят из двух раундов: обязательные прыжки (2 прыжка с коэффициентом трудности 2,0) и произвольная программа (4 прыжка с выбранным коэффициентом трудности). Победитель определяется по наибольшей сумме баллов, набранных за прыжки.
Командное первенство состоит из шести раундов. В команде от страны-участницы 2 прыгуна в воду: мужчина и женщина. Каждый из них прыгает в воду три раза (всего 6 прыжков, которые идут в зачёт). Обязательная программа состоит из первых двух раундов финальных соревнований: каждый спортсмен должен совершить один прыжок с трамплина или с вышки (коэффициент трудности прыжка — 2,0). С третьего раунда спортсмены прыгают с того снаряда, на котором они специализируются. Победитель определяется по наибольшей сумме баллов, набранных за прыжки.

## Медалисты

### Мужчины
| Дисциплина                       | Золото                                            | Серебро                                               | Бронза                                           |
| Трамплин 1 м                     | Пэн Цзяньфэн — 448,40 Китай                       | Хэ Чао — 447,20 Китай                                 | Джованни Точчи — 444,25 Италия                   |
| Трамплин 3 м                     | Се Сыи — 547,10 Китай                             | Патрик Хаусдинг — 526,15 Германия                     | Илья Захаров — 505,90 Россия                     |
| Вышка 10 м                       | Томас Дейли — 590,95 Великобритания               | Чэнь Айсэнь — 585,25 Китай                            | Ян Цзянь — 565,15 Китай                          |
| Трамплин 3 м — синхронные прыжки | Россия — 450,30 · Илья Захаров · Евгений Кузнецов | Китай — 443,40 · Се Сыи · Цао Юань                    | Украина — 429,99 · Олег Колодий · Илья Кваша     |
| Вышка 10 м — синхронные прыжки   | Китай — 498,48 · Чэнь Айсэнь · Ян Хао             | Россия — 458,85 · Александр Бондарь · Виктор Минибаев | Германия — 440,82 · Патрик Хаусдинг · Саша Кляйн |

### Женщины
| Дисциплина                       | Золото                               | Серебро                                                   | Бронза                                              |
| Трамплин 1 м                     | Мэддисон Кини — 314,95 Австралия     | Надежда Бажина — 304,70 Россия                            | Елена Бертокки — 296,40 Италия                      |
| Трамплин 3 м                     | Ши Тинмао — 383,50 Китай             | Ван Хань — 359,40 Китай                                   | Дженнифер Абель — 351,55 Канада                     |
| Вышка 10 м                       | Чон Юн Хон — 397,50 Малайзия         | Сы Яцзе — 396,00 Китай                                    | Жэнь Цянь — 391,95 Китай                            |
| Трамплин 3 м — синхронные прыжки | Китай — 333,30 · Чан Яни · Ши Тинмао | Канада — 323,43 · Дженнифер Абель · Мелисса Цитрини Больё | Россия — 312,60 · Надежда Бажина · Кристина Ильиных |
| Вышка 10 м — синхронные прыжки   | Китай — 352,56 · Жэнь Цянь · Сы Яцзе | КНДР — 336,48 · Ким Ми Рэ · Ким Гукхян                    | Малайзия — 328,74 · Чон Юн Хон · Панделела Ринонг   |

### Смешанные командные дисциплины
| Дисциплина                       | Золото                                       | Серебро                                                 | Бронза                                                |
| Трамплин 3 м, микст              | Китай — 323,70 · Ван Хань · Ли Жэнь          | Великобритания — 308,04 · Грейс Рид · Томас Дэйли       | Канада — 297,72 · Дженнифер Абель · Франсуа Имбо-Дюла |
| Вышка 10 м, микст                | Китай — 352,98 · Жэнь Цянь · Лянь Цзюньцзе   | Великобритания — 323,28 · Луис Тоулсон · Мэттью Ли      | КНДР — 318,12 · Ким Ми Рэ · Хьён Иль Мионг            |
| Трамплин 3 м и вышка 10 м, микст | Франция — 406,40 · Лора Марино · Матьё Россе | Мексика — 402,35 · Вивиана дель Анхель · Роммель Пачеко | США — 395,90 · Криста Палмер · Дэвид Динсмор          |

## Медальный зачёт
| Общее количество медалей | Общее количество медалей | Общее количество медалей | Общее количество медалей | Общее количество медалей | Общее количество медалей |
| Место                    | Страна                   | Золото                   | Серебро                  | Бронза                   | Всего                    |
| ------------------------ | ------------------------ | ------------------------ | ------------------------ | ------------------------ | ------------------------ |
| 1                        | Китай                    | 8                        | 5                        | 2                        | 15                       |
| 2                        | Россия                   | 1                        | 2                        | 2                        | 5                        |
| 3                        | Великобритания           | 1                        | 2                        | 0                        | 3                        |
| 4                        | Малайзия                 | 1                        | 0                        | 1                        | 2                        |
| 5                        | Австралия                | 1                        | 0                        | 0                        | 1                        |
| 5                        | Франция                  | 1                        | 0                        | 0                        | 1                        |
| 7                        | Канада                   | 0                        | 1                        | 2                        | 3                        |
| 8                        | Германия                 | 0                        | 1                        | 1                        | 2                        |
| 8                        | КНДР                     | 0                        | 1                        | 1                        | 2                        |
| 10                       | Мексика                  | 0                        | 1                        | 0                        | 1                        |
| 11                       | Италия                   | 0                        | 0                        | 2                        | 2                        |
| 12                       | Украина                  | 0                        | 0                        | 1                        | 1                        |
| 12                       | США                      | 0                        | 0                        | 1                        | 1                        |
| Всего                    | Всего                    | 13                       | 13                       | 13                       | 39                       |